# Soni Sori
Soni Sori (født ca. 1975) er en skolelærer fra Adivasi, nu politisk leder af Aam Aadmi partiet i landsbyen Sameli i Dantewada i det sydlige Bastar, Chhattisgarhm Indien. På grund af anklager om at hun fungerede som et medie for Maoisterne, blev hun i 2011 arresteret af Delhis Kriminalpoliti, på opfordring fra Chhattisgarhs politi. Under sin fængsling blev hun tortureret og udsat for et seksuelt overgreb af staten Chhattisgarhs politi. I april 2013 frikendte de Indiske Domstole hende på grund af manglende beviser, i seks af otte sager, der var rejst mod hende. Efter sin løsladelse fra fængslet, begyndte Sori en kampagne for rettigheder for dem, der er fanget i konflikten mellem Maoistiske oprørere og regeringen, og hun har i særdeleshed kritiseret politiet for vold mod stammefolk i regionen.
Sori er medlem af Aam Aadmi partiet, som hun var kandidat for i Bastars ordinære valg i 2014, men hun tabte til Dinesh Kashyap fra BJP.